# 歩兵第84連隊
歩兵第84連隊（ほへいだい84れんたい、歩兵第八十四聯隊）は、大日本帝国陸軍の連隊のひとつ。

## 沿革
- 1938年（昭和13年）

5月1日 - 仙台にて編成を開始
7月14日 - 軍旗拝受
8月13日 - 師団に華中への派遣命令が下り、浙江省杭州を中心に警備にあたる
- 1944年（昭和19年）

4月25日 - 連隊本部と直轄部隊および第3大隊は上海を出港し九龍に上陸し増城へ向かう
9月 - 湘桂作戦に参加
- 1945年（昭和20年）

2月16日 - 明号作戦のため仏印に向けて移動
3月11日 - 第3大隊はダルン要塞を突破、連隊主力はドンタン要塞を突破する
7月2日 - 連隊主力は越佳国境作戦に参加、その後北部仏印の警備にあたる
8月15日 - 終戦
8月16日 - 終戦を確認し中国軍と停戦交渉を開始
8月22日 - 軍旗奉焼
8月30日 - 武装解除

## 歴代連隊長
| 代 | 氏名       | 在任期間    | 備考 |
| -- | ---------- | ----------- | ---- |
| 1  | 山本三男   | 1938.7.15 - |      |
| 2  | 能崎清次   | 1939.6.1 -  |      |
| 末 | 深野時之助 | 1941.3.1 -  |      |